# 綾部貴淑
綾部 貴淑（あやべ きよし、1971年11月8日 - ）は、日本の実業家、中小企業診断士。KIYOラーニング株式会社創業者・代表取締役社長。特定非営利活動法人日本eラーニングコンソシアム理事。

## 人物・来歴
千葉県富津市出身。千葉県立木更津高等学校を経て、東京工業大学情報科学科卒業。1996年日本オラクル入社。2003年ITコンサルティング会社のアイエイエフコンサルティングに入社。起業を志して中小企業診断士資格を取得したのを機に、マインドマップを用いた学習法を開発し、2010年KIYOラーニングを設立、同社代表取締役社長就任。社会保険労務士や司法書士、税理士などの資格のオンライン講座の配信事業を手掛け、2020年には東京証券取引所マザーズへの上場を果たした。同年日本eラーニングコンソシアム理事。

## 著書
- 『不況に負けないExcelデータ分析術』（共著）翔泳社 2010年
- 『学習マップなら!資格試験に超速合格できる本』明日香出版社 2012年
- 『中小企業診断士学習マップ合格法 : 通勤時間をフル活用!』中央経済社 2013年
- 『通勤時間で攻める!中小企業診断士1次試験7科目速習テキスト』（共著）中央経済社 2014年
- 『中小企業診断士学習マップ合格法 : 通勤時間で攻める!』中央経済社 2014年
- 『中小企業診断士スタートアップテキスト : 通勤時間で攻める! 2017年版』（共著）中央経済社 2016年
- 『中小企業診断士スタートアップ一問一答集 : 通勤時間で攻める!』（共著）中央経済社 2017年
- 『中小企業診断士に超速合格できる本 : 学習マップなら!』中央経済社 2020年